# Galerie am Sachsenplatz

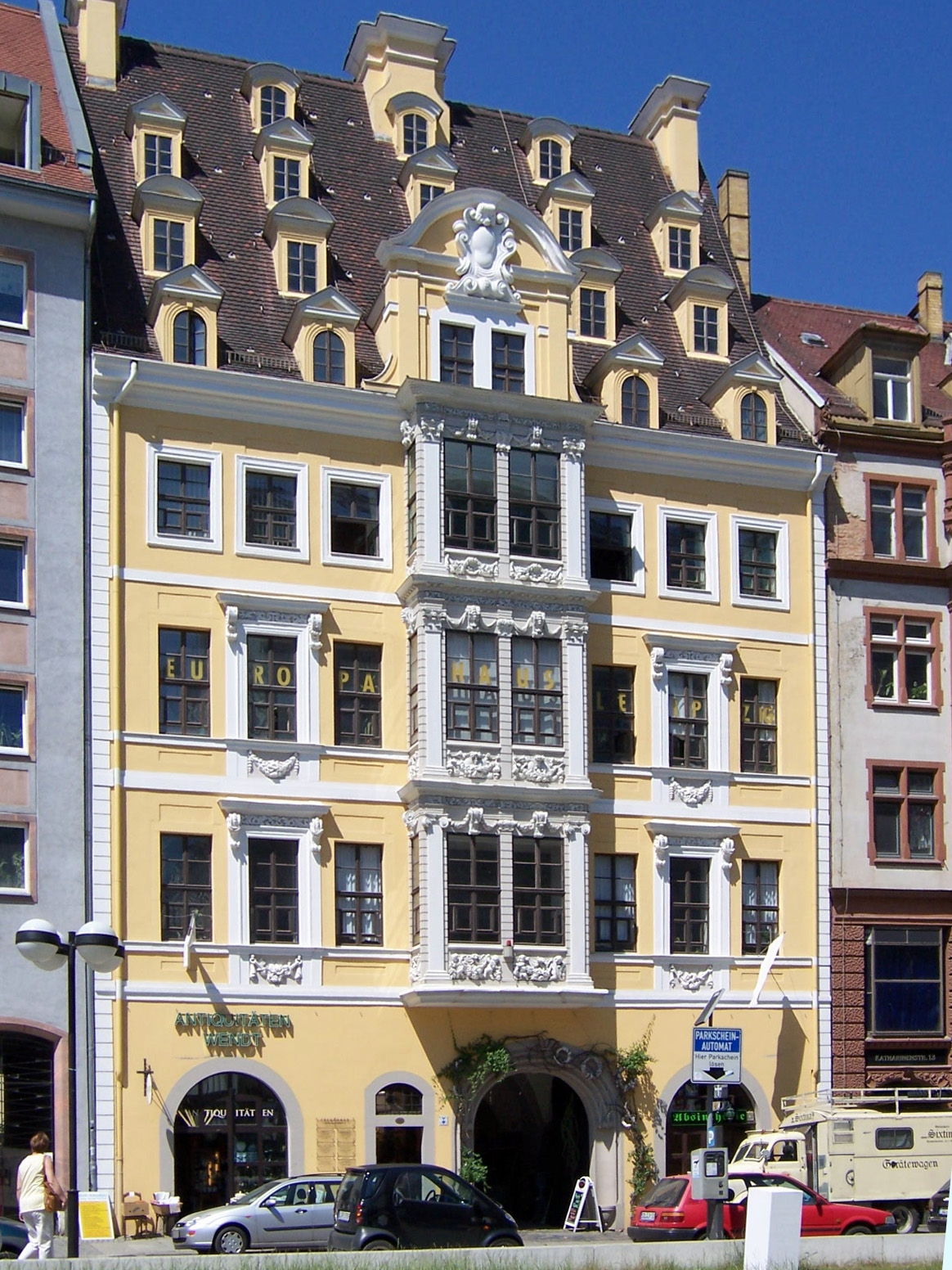
Fregehaus – Sitz der Galerie bis 2013

Die Galerie am Sachsenplatz ist eine Kunstgalerie in Leipzig, die ihre Räume bis zum Jahr 2013 in der Katharinenstraße 11 gegenüber dem ehemaligen Sachsenplatz hatte und dort eine der führenden Galerien der Stadt war.

## Geschichte
Am 10. März 1973 eröffnete das kunstinteressierte Ehepaar Gisela und Hans-Peter Schulz (1933–1996) in der Katharinenstraße 21 neben dem Romanushaus die Galerie am Sachsenplatz. Die Eröffnungsrede hielt der Leipziger Maler und spätere Rektor der Hochschule für Grafik und Buchkunst Bernhard Heisig (1925–2011).
1961 hatte Schulz die Kürschnerei seines Vaters in Leipzig aufgegeben und arbeitete nach Umschulung als Isolierer in den Buna-Werken. Hier organisierte er im Kulturhaus des Betriebes mehrere Ausstellungen. Dabei wurde Bernhard Heisig, der die Idee der Eröffnung einer neuen Galerie für Leipzig verfolgte, auf ihn aufmerksam und empfahl ihn als Galeristen.
Die erste Ausstellung der neuen Galerie hatte den Titel Meister stellen sich vor und zeigte unter anderem Werke von Wolfgang Mattheuer (1927–2004), Ernst Hassebrauk (1905–1974), Fritz Cremer (1906–1993), Theo Balden (1904–1995) und Josef Hegenbarth (1884–1962).
Die Galerie war zunächst der Abteilung Kultur des Rates der Stadt unterstellt, später dem Staatlichen Kunsthandel der DDR. Als das Haus Katharinenstraße 21 wegen Baufälligkeit gesperrt wurde, zog sie für ein Intermezzo ins Dimitroff-Museum und 1986 wieder an den Sachsenplatz, ins frisch sanierte Fregehaus, Katharinenstraße 11.
In diesem Jahr kam auch ein neuer Mitarbeiter in die Galerie, Volcker Zschäckel, wie die Schulzens ein kunstliebender Quereinsteiger. Er hatte in Weimar ein Diplom für Informationsverarbeitung im Bauwesen erworben und im Museum der bildenden Künste als Kunstwissenschaftler gearbeitet.
1990 wurde die Galerie privatisiert. 1996 starb Hans-Peter Schulz, und Zschäckel, der inzwischen eine eigene Galerie betrieb, wurde zunächst Geschäftspartner von Gisela Schulz, bevor er die Galerie vollständig übernahm und weiterführte. Um die Jahrtausendwende verschwand der Sachsenplatz zugunsten Neubaus des Museums der bildenden Künste, aber der Name der Galerie blieb. 2013 wurde das Fregehaus verkauft, und die Galerie musste ausziehen. Zschäckel nutzte zunächst in seinem Wohnhaus im Stadtteil Möckern eine weitere Wohnung für die Galerie, bis er auch diese verlor. Nun sind die Kunstwerke der Galerie in der Georg-Schuhmann-Straße eingelagert und seine Wohnung ist zugleich Büro der Galerie.
Von hier aus betreibt er die Galerie quasi „virtuell“. Er sorgt sich um rund 30 lebende und verstorbene Künstler, und organisiert Auktionen und Ausstellungen an verschiedenen Orten.

## Aktivitäten
Die Galerie betrieb eine rege Ausstellungstätigkeit mit weit über 100 Ausstellungen bis 2013. In den zehn Jahren von 2002 bis 2011 waren es 52. Häufig fanden in den Ausstellungen auch kleine Konzerte statt. In den 1980er Jahren führte der staatliche Kunsthandel in der Galerie sechs Auktionen durch. Erst unter Volker Zschäckel unternahm ab 2008 die Galerie eigene Auktionen, bis 2023 inzwischen die 37. In den Jahren von 1976 bis 1995 gab Hans-Peter Schulz insgesamt 52 Kataloge zu Ausstellungen in der Galerie heraus. Darüber hinaus bietet die Galerie weitere 44 Kataloge und Kunstbücher an.
Besondere Verdienste erwarben sich Gisela und Hans-Peter Schulz durch die Akquise von Kunstwerken der Lehrer und Schüler des Bauhauses, die sie zwischen 1976 und 1991 in sieben Verkaufsausstellungen präsentierten. Der größte Teil der Objekte ging in jene Sammlung ein, die den Grundstock des heutigen Bauhausmuseums Dessau bildet.